# Julio César Castro
Pour les articles homonymes, voir Castro.
Œuvres principales
Los cuentos de Don Verídico (1972)
Julio César Castro dit « Juceca », né à Montevideo le 6 mai 1928 et mort le 11 septembre 2003 dans la même ville, était un acteur, dramaturge, humoriste et homme de lettres uruguayen. 

## Biographie
Né à Montevideo, en Uruguay. Il était un acteur, mieux connu pour son théâtre, mais aussi pour ses films. Il a également été un scénariste dans des films comme El viaje al Mar par Guillermo Casanova, basé sur l'histoire de l'écrivain Juan José Morosoli.
Il mourut en 2003 à Montevideo.

## Œuvres
- 1972: Los cuentos de Don Verídico
- 1975: Don Verídico se la cuenta
- 1977: La vuelta de Don Verídico
- 1982: Más cuentos de Don Verídico
- 1992: Entre tanto cuento
- 1994: Don Verídico
- 1995: Antología
- 1996: Don Verídico (Recompilation)
- 1997: Los cuentos de Don Verídico